# Denham Castle
Denham Castle var ett slott i Storbritannien.   Det fanns i grevskapet Suffolk och riksdelen England, i den sydöstra delen av landet. Denham Castle fanns 99 meter över havet.
Trakten runt Denham Castle består till största delen av jordbruksmark.